# Isla Aves de Barlovento
Isla Aves de Barlovento es la mayor de las islas del subgrupo oriental Aves de Barlovento en el Archipiélago de las Aves, un conjunto de islas entre Bonaire y el Archipiélago Los Roques. que administrativamente forma parte de la Dependencias Federales de Venezuela. En ella se encuentra un faro de 12 m denominado  “Isla Aves de Barlovento”, (J-6448-1; V-3Ø26) Se encuentra justo al sur de Cayo Bubi y la Isla Tesoro.
La isla posee un superficie aproximada de 87 hectáreas (871,353.7 m²) con un perímetro de 8.29 kilómetros. Con una altura máxima de 7 metros sobre el nivel del mar.